# Erich Hochenegger
Erich Hochenegger (* um 1920; † 26. Juni 1952 in Innsbruck) war ein österreichischer Tischtennisspieler. Er gewann mehrere Medaillen bei Deutschen Meisterschaften.

## Werdegang
Erich Hochenegger galt als einer der besten Tischtennisspieler Österreichs. Zusammen mit seinen Brüdern Ernst und Narziß spielte er bei den Vereinen Innsbrucker TTK, Postsportverein Innsbruck und Turnerschaft Innsbruck. Nach dem Anschluss Österreichs nahm er mehrmals an Deutschen Meisterschaften teil. Hier erreichte er 1940 und 1941 im Mixed mit Annemarie Schulz das Endspiel. 1941 holte er zudem mit Erich Hofer Silber im Doppel, im Einzel kam er bis ins Halbfinale. 1940 wurde er zudem Bayerischer Meister.
Gesundheitliche Probleme zwangen Hochenegger zur Reduktion seiner Aktivitäten. Deshalb verzichtete er bei vielen Turnieren auf einen Start im Einzelwettbewerb, oft trat er nur im Doppel an. So wurde er bei den Österreichischen Meisterschaften 1949 zusammen mit Rudolf Diwald Zweiter im Doppel. Zunehmend übernahm er organisatorische Aufgaben im Tischtennisbereich Tirols.
Von Beruf war Hochenegger Richter. Er war verheiratet mit Gertrude Saumweber und hatte die Brüder Ernst und Narziß sowie eine Schwester Erna. Er starb am 26. Juni 1952 im Alter von 32 Jahren. Posthum wurde er am 29. Juni 1952 Ehrenmitglied des Österreichischen Tischtennisverbandes.